# Plavecký Štvrtok
Plavecký Štvrtok je obec na Slovensku v okrese Malacky. Žije zde přibližně 2 500 obyvatel. První písemná zmínka o obci pochází z roku 1206. V obci je římskokatolický kostel Nanebevzetí Panny Marie ze 14. století a kaple svaté Rozálie z 18. století. V katastrálním území obce leží přírodní rezervace Bezodné.